# Pápasalamon
Pápasalamon is een plaats (község) en gemeente in het Hongaarse comitaat Veszprém. Pápasalamon telt 403 inwoners (2001).